# Mycobacterium tuberculosis
Cet article possède un paronyme, voir Basile de Koch.
Bacille de Koch
Espèce
Synonymes
- Mycobacterium pinnipedii Cousins et al. 2003
- Mycobacterium caprae (Aranaz et al. 1999) Aranaz et al. 2003
- Mycobacterium bovis subsp. caprae (Aranaz et al. 1999) Niemann et al. 2002
- Mycobacterium tuberculosis subsp. caprae Aranaz et al. 1999
- Mycobacterium bovis Karlson & Lessel 1970
- Mycobacterium africanum Castets et al. 1969
- Mycobacterium microti Reed 1957
- Bacterium tuberculosis Zopf 1883

Mycobacterium tuberculosis – aussi nommée bacille de Koch (BK) en référence à son découvreur Robert Koch – est une espèce de bacille de la famille des Mycobacteriaceae. Sa structure la rapproche des bactéries à Gram positif bien qu'en pratique la coloration de Gram soit difficilement réalisable sur elle. C'est l'espèce type du genre Mycobacterium et l'agent infectieux responsable de la tuberculose humaine.

## Histoire
La découverte de M. tuberculosis par Robert Koch en 1882 est considérée comme l'un des plus grands succès de la carrière de ce bactériologiste allemand : elle lui vaudra le prix Nobel de physiologie ou médecine de 1905 ainsi qu'une renommée internationale.
Le génome de M. tuberculosis est séquencé pour la première en 1998 par S.T. Cole et al..

## Taxonomie
Mycobacterium tuberculosis est l'espèce-type du genre Mycobacterium dont les contours ont été redéfinis en 2018 par des techniques de phylogénétique moléculaire,. Décrite en 1883 par Zopf sous le nom de Bacterium tuberculosis, c'est aussi l'espèce la plus anciennement reconnue dans ce genre,.
Ce taxon porte en français le nom vernaculaire ou normalisé suivant : Agent de la tuberculose bovine.

### Étymologie
L'épithète tuberculosis vient de L. neut. n. tuberculum, un petit gonflement, un tubercule; Gr. suff. -osis, suffixe exprimant un état ou une condition, en terminologie médical dénote un état de maladie; N.L. gen. fem. n. tuberculosis, de tuberculose.

### Sous-taxons
En 2018, sur la base d'une étude comparative du génome de plusieurs souches de référence par une combinaison de trois techniques, M.A. Riojas et al. ont proposé de rassembler au sein de l'espèce M. tuberculosis cinq taxons auparavant considérés comme des espèces du genre Mycobacterium : M. africanum, M. bovis, M. caprae, M. microti et M. pinnipedii. Ces taxons n'ayant pas été élevés au rang de sous-espèce, il est recommandé par l'ICSP de les désigner comme des « variétés » (abréviation var.) de l'espèce dans laquelle ils sont inclus (Appendice 10 du code de nomenclature bactérienne, révision de 1990).

## Synonymes
Mycobacterium tuberculosis a pour synonymes :
- Bacterium tuberculosis Zopf 1883
- Mycobacterium africanum Castets et al. 1969
- Mycobacterium bovis subsp. caprae (Aranaz et al. 1999) Niemann et al. 2002
- Mycobacterium bovis Karlson & Lessel 1970
- Mycobacterium caprae (Aranaz et al. 1999) Aranaz et al. 2003
- Mycobacterium microti Reed 1957
- Mycobacterium pinnipedii Cousins et al. 2003
- Mycobacterium tuberculosis subsp. caprae Aranaz et al. 1999

## Morphologie

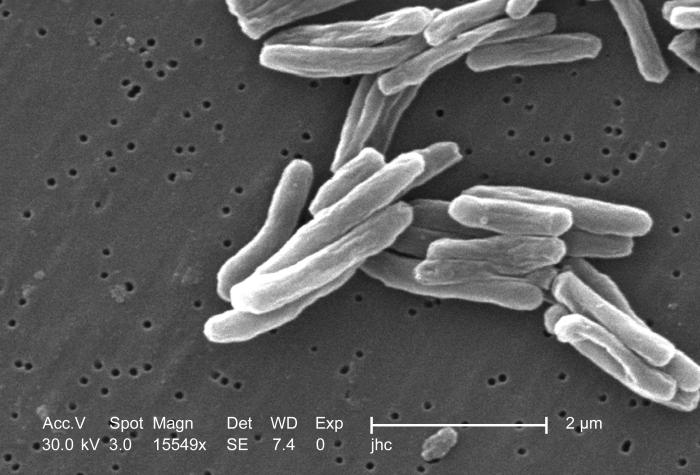
Mycobacterium tuberculosis grossi 15549 fois

M. tuberculosis est un bacille aérobie strict, immobile, droit ou légèrement incurvé, de 2 à 5 µm sur 0,3 à 0,5 µm.
Comme les autres mycobactéries, M. tuberculosis prend mal les colorants ordinaires et le Gram : il est généralement coloré au Ziehl Neelsen. Pour plus de facilité de lecture, et pour gagner du temps dans de grandes séries, il est possible de recourir à l'auramine avec une lecture au microscope à fluorescence, permettant l'emploi d'un objectif sec et donc l'exploration d'un plus grand champ. La coloration est souvent fragmentaire ou granuleuse, les bacilles apparaissent roses sur fond bleu au Ziehl-Neelsen. Dans les produits pathologiques, ils prennent la forme de petits amas en palissades ou disposition irrégulière. Un examen direct positif ne signifie pas forcément la présence de M. tuberculosis dans un produit pathologique, en effet toutes les mycobactéries sont colorables au Ziehl-Neelsen. Le compte-rendu d'examen mentionne donc la présence de « bacilles acido-alcoolo-résistants » ou BAAR.
Dans les cultures jeunes des souches virulentes, M. tuberculosis adopte une disposition en tresses ou cordes (cord).
Sa paroi est formée, de l'intérieur vers l'extérieur, d'une bicouche lipidique (membrane plasmique), d'une couche formée de polymères et d'acides mycoliques et d'une seconde bicouche lipidique.

### Caractéristiques génétiques
Le génome de Mycobacterium tuberculosis a été entièrement séquencé en 1998. Elle possède un chromosome circulaire de 4 411 529 paires de bases (GC%=65.6) pour 3 924 gènes.
Un gène particulier semble essentiel au pouvoir pathogène chez l'Homme, gène absent chez le BCG et Mycobacterium microti. Il s'agit d'un gène codant une protéine ESAT-6, sécrétée par la bactérie et déclenchant une forte production d'IFN-Gamma (une cytokine).

### Mycobacterium microti
Mycobacterium microti découvert par Wells dans les années 1930, et nommé par lui vole bacillus, fut nommé plus tard M. tuberculosis var. muris, faute de pouvoir être distingué alors de  M. tuberculosis. Un vaccin atténué fut utilisé en Tchécoslovaquie de 1951 à 1969 tandis que des  essais furent  conduits en Grande-Bretagne de 1950 à 1952 avec des formes non atténuées .

## Culture
Mycobacterium tuberculosis est un bacille à croissance très lente (2 à 6 semaines) et exigeant des milieux spéciaux. Le milieu solide le plus utilisé est celui de Lowenstein-Jensen ou une de ses multiples variantes (Coletsos, etc.). Ce sont des milieux solides à base d'œufs, additionnés en proportion variable d'asparagine, de glycérine ou de vert malachite. La culture est aussi possible en milieu liquide (Middlebrook, Mycobacteria Growth Indicator Tube (MGIT) par exemple) et en système automatisé.
Les colonies apparaissent après 2 à 4 semaines et sont blanc-ivoire, rugueuses et adhérentes au milieu. Elles grossissent lentement pour atteindre 3-4 mm après 2-3 mois. Elles ont alors un aspect en chou-fleur.

## Présence chez l'hôte

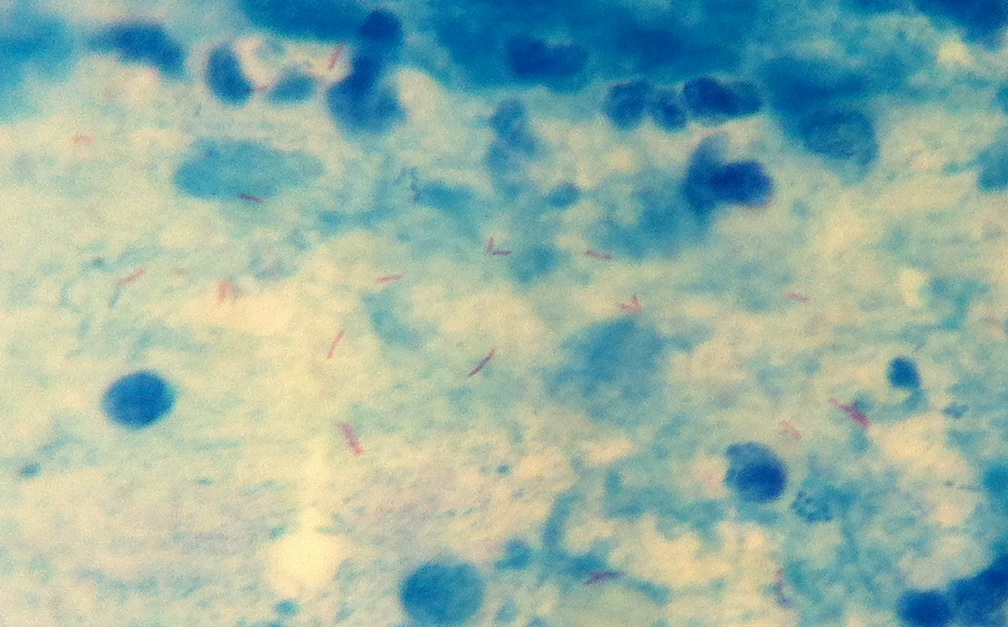
Mycobacterium tuberculosis colorés en rouge dans les expectorations d'un patient infecté (coloration Ziehl-Nielsen)

Les bacilles tuberculeux sont présents, tant à l'intérieur qu'à l'extérieur des cellules, dans toutes les lésions tuberculeuses, et, s'il y a une voie d'élimination, peuvent persister assez longtemps dans les milieux extérieurs (crachats desséchés).
Quoique les bacilles tuberculeux puissent persister des années à l'état latent chez des patients guéris, on ne peut parler de porteurs de germes au sens épidémiologique : ces bacilles latents sont enfermés dans des foyers profonds entourés d'une coque fibreuse ou calcifiée, et ne sont pas excrétés ; seuls sont contagieux les tuberculeux actifs, évolutifs, excrétant leurs bacilles dans leurs expectorations.

### Système immunitaire et Mycobactérium tuberculosis
M. tuberculosis est transmis par voie aérienne provenant d'un individu infecté. M. tuberculosis pénètre dans les voies respiratoires et atteint l'alvéole pulmonaire où certaines des premières cellules rencontrées sont des macrophages alvéolaires résidents  qui peuvent arrêter l'infection par libération  de cytokines pro-inflammatoires, le facteur de nécrose tumorale (TNF), l'interleukine 6, l'interleukine 1α et interleukine 1β . M.tuberculosis va pertuber  la phagocytose en empêchant la formation d'un phagosome par acidification du milieu en accumulant  les V-ATPases . En cas de formation du phagosome,  pour échapper à la destruction le M.tuberculossis empéche  la fusion des lysosomes (contenant les substances microbicides) en maintenant un phagosome précoce  . Si cette première ligne de défense échoue, M. tuberculosis pénètre dans le tissu interstitiel pulmonaire soit en utilisant le macrophage alvéolaire  infecté comme véhicule hôte pour migrer, soit en infectant l'épithélium ou les pneumocytes . Les macrophages infectés peuvent quitter  leur niche alvéolaire et traverser l'épithélium des voies respiratoires et accéder à l'interstitium pulmonaire . Le macrophage alvéolaire joue un rôle crucial dans l'établissement de la maladie en servant de véhicule pour transporter le mycobactérium dans le tissu le tissu interstitielle pulmonaire.
Des signaux inflammatoires aigus sont libérés et les autres phagocytes sont recrutés vers le site d'infection. Les macrophages tissulaires locaux reconnaissent M. tuberculosis par les récepteurs Toll-like  et sont également activés pour libérer des cytokines pro-inflammatoires .

## Transmission
La transmission se fait essentiellement par voie aérienne, occasionnellement par voie orale ou digestive. La bactérie provoque des lésions qui sont très riches en germes, ce qui permet une dissémination importante de l'agent infectieux par les voies respiratoires, lors des violentes quintes de toux qui accompagnent la maladie dans sa forme pulmonaire. La tuberculose pulmonaire résulte de l'inhalation de particules (« nuclei ») suffisamment petites (égales ou inférieures à 8 microns) pour atteindre les alvéoles. M. tuberculosis a la particularité d’être très résistant dans l’air et les poussières ce qui fait de la tuberculose une maladie très contagieuse.

## Pathogénie
Mycobacterium tuberculosis n'est pas toxique, les symptômes cliniques sont essentiellement dus à la réponse immunitaire de l’hôte.
La primo-infection peut évoluer de trois façons :
- guérison complète après un stade exsudatif plus ou moins aigu, avec présence d'assez nombreux bacilles et polynucléaires.
- formation de tubercules (stade prolifératif), guérison lente par fibrose et finalement calcification (lésions paucibacillaires).
- évolution par extension et confluence des tubercules; la liquéfaction du caseum crée une cavité ; si celle-ci s'ouvre dans une bronche, il y a apport d'oxygène nécessaire au bacille qui est aérobie, et la lésion devient pluribacillaire (un million de bacilles dans une caverne de 2 cm). Cette évolution défavorable se produit dans environ 5 % des cas.

Les tuberculoses de réinfection, surtout chez l'adulte, peuvent être endogènes (reprise d'activité des bacilles enfermés dans un tubercule plus ou moins fibrosé) ou résulter d'une réinfection exogène.
La dissémination dans l'organisme peut se faire par plusieurs mécanismes :
- extension de proche en proche aux tissus contigus.
- propagation par les bronches vers d'autres secteurs pulmonaires.
- passage par les voies lymphatiques vers les ganglions (régulier lors de la primo-infection).
- essaimage par voie sanguine (méningite, tuberculose urogénitale, etc.). Le sang est envahi soit par la rupture d'une caverne dans un vaisseau, soit plus souvent par forçage du barrage ganglionnaire (il n'y a pas de septicémie mais seulement une bactériémie transitoire).

## Allergine de Jousset
En 1903, le professeur de médecine français André Jousset a extrait du bacille de Koch une substance qu'il a baptisé allergine. Il a obtenu cette substance par la trituration et la macération prolongée du bacille. Jousset a étudié durant plus de trente ans l'action de l'allergine contre la tuberculose sans parvenir à en expliquer le mécanisme. Ce qui l'a amené à écrire en 1937 : « L’allergine agit sur l'organisme malade de façon assez mystérieuse »

## Dans la culture
- Dans le film Au risque de se perdre de Fred Zinnemann (1958), l'héroïne, sœur-infirmière, étudie et décrit, dans une école de médecine tropicale, le bacille de Koch et le compare à celui de la lèpre, qu'elle estime proche en apparence. Plus tard, elle contracte une forme de tuberculose, soignée au sel d'or[24].
- L'écrivain, humoriste et chroniqueur Bruno Tellenne a pris comme pseudonyme Basile de Koch, calembour formé sur le bacille de Koch.